# Římskokatolická farnost Borotín na Moravě
Římskokatolická farnost Borotín je jedno z územních společenství římských katolíků v děkanátu Svitavy s farním kostelem Povýšení svatého Kříže.

## Historie farnosti
Borotín patřil původně k vanovické farnosti, která je poprvé zmiňována již v roce 1233, po jejím zániku v 16. století patřil pod letovickou farnost a to až do roku 1718, kdy byl přifařen k obnovené farnosti ve Velkých Opatovicích. V roce 1786 se stal lokální kuracií a v roce 1865 byl Borotín povýšen na farnost.

## Duchovní správci
Od roku 1786 do roku 1865 bylo v Borotíně 7 lokálních kurátů či kaplanů, za posledního z nich Františka Hanáka byl Borotín povýšen na farnost a on se tak stal jejím prvním farářem. Do roku 1995 se zde vystřídalo dalších 9 farářů, posledním z nich byl Jan Šulc. Od roku 1995 do roku 1999 byl Borotín spravován kněžími ze Svitav a Jaroměřic u Jevíčka, od roku 1999 do 2016 byla farnost spravována z Velkých Opatovic.  Od července 2016 do srpna 2018 byl opět Borotín spravován kněžími z Jaroměřic u Jevíčka. Administrátorem excurrendo zde v této době byl P. Krzysztof Kuklinski CP  S platností od září 2018 je administrátorem excurrendo velkoopatovický farář R. D. Miroslav Hřib.

## Bohoslužby
| Kostel                 | Místo   | Bohoslužba (den) | Hodina                                                      | Poznámka     |
| ---------------------- | ------- | ---------------- | ----------------------------------------------------------- | ------------ |
| Povýšení svatého Kříže | Borotín | neděle sobota    | 11.30 (1x za 14 dnů) 16.00 (zima)/18.00 (léto) 1x za 14 dnů | Farní kostel |

## Aktivity farnosti
Ve farnosti se pravidelně pořádá tříkrálová sbírka. V roce 2017 se při ní v Borotíně vybralo 1 750 korun.